# 아담스 패밀리 2 (2021년 영화)
"아담스 패밀리 2"(영어: The Addams Family 2)는 2021년 공개된 미국의 애니메이션 영화이다. 2019년 영화 "아담스 패밀리"의 속편이다.

## 출연
- 오스카 아이작 - 고메즈 애덤스 역
- 샤를리즈 테론 - 모티시아 애덤스 역
- 클로이 그레이스 머레츠 - 웬즈데이 애덤스 역
- 제이븐 월턴 - 퍽슬리 애덤스 역
- 닉 크롤 - 페스터 삼촌 역
- 월러스 숀 - 무스텔라 역
- 스눕 독 - 잇 역
- 벳 미들러 - 애덤스 할머니 역
- 빌 헤이더 - 사이러스 스트레인지 역
- 콘래드 버넌 - 러치 역
  - 도미닉 루이스 - 러치 노래 부분 역
- 브라이언 소머 - 빅 배드 로니 역
- 테드 에번스 - 퐁고 역
- 셰러미 리 - 오필리아 역